# Мусхі
Мусхі (груз. მუსხი) — село в Грузії.
За даними перепису населення 2014 року в селі проживає 707 осіб.